# Carl Heinrich Graun
Carl Heinrich Graun (Wahrenbruck, 7 maggio 1704 – Rheinsberg, 8 agosto 1759) è stato un compositore e tenore tedesco.

## Biografia
Maestro di cappella di Federico II re di Prussia, nacque nel 1704 a Wahrenbruck in Sassonia dove suo padre, August Graun, occupava il posto di esattore. Era il cadetto di tre fratelli, tutti e tre musicisti. Suo padre l'inviò nel 1713, col suo secondo fratello (Johann Gottlieb) alla scuola di Santa Croce a Dresda. La sua bella voce gli valse, poco tempo dopo, il posto di cantore. Il cantante Grundig, lo istruì nella musica vocale e l'organista Pezold gli insegnò il clavicembalo. Si esercitò, inoltre, egli stesso, con lo studio delle cantate di Keiser, pubblicate sotto il titolo di Die Musicalische Landlust. Le apprese a memoria e le sue composizioni ne conservano infatti il carattere.
Quando la sua voce subì la muta e passò al registro di tenore, cominciò a studiare la composizione con il maestro di cappella Schmidt di Dresda. Mentre studiava il contrappunto, si occupava di ornare la sua immaginazione e di formare il suo gusto come cantante, seguendo le opere di Lotti e di Heinich che un insieme scelto di cantanti eseguiva allora a Dresda.
Nel 1720 lasciò la scuola di Santa Croce e cominciò a comporre per la chiesa. I suoi legami con Pisendel, il celebre liutista Weiss, il soccorso del dottor Loescher, dell'architetto Karger e del maestro di cerimonie e poeta di corte Koenig, gli furono, in questa occupazione, di grande utilità. Ma fu principalmente la raccomandazione di quest'ultimo che gli aprì la strada per il successo, procurandogli, a Brunswick, il posto di tenore, vacante dopo la partenza di Hasse. Graun accettò all'istante l'incarico e partì nel giorno di Natale del 1725 per Brunswick. Non essendo però le ariette del suo ruolo, così come Shurmann le aveva composte, di suo gradimento, ne scrisse delle altre e le cantò con grande soddisfazione della sua corte. Questo saggio del suo talento gli valse la commissione di comporre al musica dell'opera che doveva essere rappresentata l'estate seguente e, oltre a questo, il posto di vicemaestro di cappella. Continuò ciò nonostante a cantare in ciascuna rappresentazione, tanto sue proprie composizioni che quelle degli altri.
Visse in questo modo, per diversi anni, godendo della stima generale, finché il principe reale di Prussia lo domandò al duca Ferdinand Albrecht per averlo, in qualità di cantante, nella cappella di Rheinsberg. Dimessosi quindi dall'incarico sotto il duca, si recò, nel 1735 verso la sua nuova destinazione. Le funzioni della sua nuova carica erano quelle di comporre cantate per i concerti del principe e di eseguirle poi egli stesso come cantante. Quando il principe salì sul trono, nel 1740, lo nominò maestro di cappella e l'inviò in Italia per ingaggiarvi i cantanti necessari alla costituzione di una compagnia di canto. Graun, in questo viaggio, si fece sentire più volte come cantante e fu applaudito, tra gli altri, anche dal celebre Bernacchi. Dopo il suo ritorno, il re aumentò il suo stipendio a 10.000 scudi (8.000 franchi dell'epoca) ed egli continuò ad occuparsi di comporre opere e altra musica di scena fino alla sua morte, giunta l'otto agosto 1759. Quando il re apprese, a Dresda, della morte di Graun, versò molte lacrime.

## Opere
Le prime composizioni note di Graun sono dei mottetti scritti a Dresda per il coro della scuola di Santa Croce, dopo averla lasciata, nel 1719, compose per il cantante Rheinoldt, tanti brani da chiesa che riuniti formerebbero insieme due annate complete. Ony segnala specialmente una cantata abbastanza lunga per la festa di Pasqua. Dopo aver lasciato Dresda, fino al momento di entrare al servizio del principe di Prussia, compose:
- Le ariette del suo ruolo nell'opera Enrico l'uccellatore
- Polydorus in tedesco
- Sancto und Sinilde
- Iphigenia in Aulis
- Scipio Africanus
- Lo specchio della fedeltà (Timareta)
- Pharao Tubaetes (con arie italiane e recitativi tedeschi)

Inoltre molta musica per feste di nascita, brani da chiesa e cantate italiane. Due musiche per la passione, e, nel 1731, la musica funebre in occasione della morte del duca August Wilhelm. A Berlino, dal 1740, compose:
- Cantata in obitum Friderici Guillelmi regis Borussorum beati defuncti per 4 voci e orchestra
- L'opera Rodelinda (in italiano)
- Cleopatra
- Artaserse
- Catone in Utica
- Alessandro nelle indie
- Lucio Papirio
- Adriano in siria
- Demofoonte (l'aria misero pargoletto fece versare lacrime a tutti gli uditori)
- Cajo Fabrizio
- Le feste galanti
- La pastorale di Galatea (non c'è, in questa composizione di Graun, altro che i cori e un duo: aveva composto la sinfonia avanti l'opera e qualche aria, il resto è di Quantz e di Nichelmann)
- Cinna
- Europa Galante
- Ifigenia in aulide
- Angelica e Medoro
- Coriolano
- Fetonte
- Mitridate
- Armida
- Britannico (il coro finale di quest'opera Vanne Neron spietato è un capolavoro)
- Orfeo
- Il giudizio di Paride
- Silla (il testo di quest'opera è del re)
- Semiramide
- Montezuma
- Ezio
- I fratelli nemici
- Merope (senza da capo nelle arie)
- Due altri prologhi d'occasione